# Lycaena antenigrescens
Lycaena antenigrescens är en fjärilsart som beskrevs av Barend J. Lempke 1954. Lycaena antenigrescens ingår i släktet Lycaena och familjen juvelvingar. Inga underarter finns listade i Catalogue of Life.